# NGC 4106
NGC 4106 (również PGC 38417) – galaktyka spiralna z poprzeczką (SB0-a), znajdująca się w gwiazdozbiorze Hydry. Odkrył ją William Herschel 7 marca 1791 roku.